# Licorice Pizza
Licorice Pizza är en dramakomedifilm från 2021 i regi av Paul Thomas Anderson. I huvudrollerna ses Alana Haim och Cooper Hoffman. Filmen har nominerats i tre Oscarskategorier: bästa film, bästa regi och bästa originalmanus.
Filmen hade biopremiär i Sverige den 18 mars 2022, utgiven av SF Studios.

## Handling
15-årige Gary Valentine ska fotograferas för årsboken på high school. Fotografens assistent, den tio år äldre Alana Kane, gör ett starkt intryck på Gary och han börjar flörta med henne och försöker fånga hennes intresse.

### Webbkällor
- Sahlin, Fredrik (18 mars 2022). ”Filmrecension: Licorice pizza – en stilsäker tripp med tidsmaskinen”. SVT Nyheter Film. https://www.svt.se/kultur/film/filmrecension-licorice-pizza-svt-kulturnyheterna. Läst 19 mars 2022.